# جامع الإيمان
جامع الإيمان أحد أكبر مساجد دمشق وأشهرها، يقع في حيِّ المزرعة. تولى خطابته قديمًا الشيخ الداعية المربي محمد عوض، ثم خلَفه في خطابته وإمامته الشيخ محمد نعيم العرقسوسي الذي يلقي فيه دروسًا متواصلة في كتب السنَّة منها صحيح البخاري. ويقيم فيه أسبوعيًّا بعد صلاة الفجر من يوم الجمعة جلسة ذكر "الصفا" يعقبها درس تربوي في تهذيب النفس.
درَّس في مسجد الإيمان عددٌ من العلماء والشيوخ والدعاة، منهم: الشيخ الدكتور محمد سعيد رمضان البوطي شرح فيه الحكم العطائية وغيرها، والشيخ الصَّيدلاني عبد المنعم الشالاتي في الفقه الحنبلي وغيره، والحاجَّة درية العيطة في الفقه الشافعي للنساء.
وكان قد قُتل فيه الشيخ البوطي وحفيدُه من جرَّاء تفجير في أحد دروسه في المسجد، واختُلف في الجهة المنفذة له.